# Florémont
Florémont é uma comuna francesa na região administrativa do Grande Leste, no departamento de Vosges. Estende-se por uma área de 8.09 km². Em 2010 a comuna tinha 467 habitantes (densidade: 57,7 hab./km²).